# Rio Margarida
O rio Margarida é um curso de água da bacia do rio Guaporé, n. Nasce no município de Comodoro, estado de Mato Grosso e é um dos principais rios deste município conforme o IBGE. Um dos afluentes deste pequeno rio é o rio Piolho ou rio Quariterê, onde situou-se um quilombo homónimo. Teresa de Benguela é a personalidade mais famosa ao comando deste quilombo, fora condenada a morte em Vila Bela da Santíssima Trindade. Outro pequeno afluente é o rio Prata que comporta uma usina hidelétrica de pequeno porte inaugurada na última década do século XX.
Possui diversas pontes no seu curso para ligar as comunidades locais.